# デイヴ・ロムニー
デイヴ・ロムニー（Dave Romney、1993年6月12日 - ）は、アメリカ合衆国出身のプロサッカー選手。ポジションはDF。メジャーリーグサッカー・ニューイングランド・レボリューション所属。

## クラブ経歴
USLに所属するロサンゼルス・ギャラクシーのリザーブチームでプロキャリアをスタート。
2015年8月、リザーブチーム出身者として、クラブ史上初めてトップチームであるロサンゼルス・ギャラクシーと契約を結んだ。
2019年11月、22万5000ドルの金銭トレードで2020年シーズンよりナッシュビルSCに加入することが発表された。この契約では、活躍次第でさらに5万ドルが追加で支払われるオプションがついている。
2023年1月5日、ニューイングランド・レボリューションに移籍した。

## 人物
遠戚に元マサチューセッツ州知事のミット・ロムニーがいる。